# Povel Pedersson Paus

Povel Pedersson Paus hade i sitt sigill en spegelvänd vaksam trana.

Povel Pedersson Paus, född 1625 på Vinje prästgård i Vinje, död 1682 på Hjartdal prästgård i Hjartdal, var en norsk präst. Han var kyrkoherde i Hjartdal från 1649 till 1682 och var en av de 87 representanter för den norska kyrkliga ståndet som 1661 undertecknade Enenvoldsarveregeringsakten, Danmark-Norges nya författning. Han minns också för det latinska sorgedikten "In memoriam Domini Petri Pavli" (Till minne om herr Peder Povelsson) som han skrev om sin far Peder 1653. Han var tipptipptippoldefar till Henrik Ibsen.

## Bakgrund
Povel Pedersson Paus tillhörde släkten Paus och var son till kyrkoherden i Kviteseid och prost i Övre Telemark, Peder Povelsson Paus (1590–1653) och Johanne Madsdatter (död 1667). Han var elev vid Oslo katedralskola och påbörjade sina studier vid Köpenhamns Universitet den 23 juni 1645, där han utbildade sig till teolog.

## Verksamhet som präst

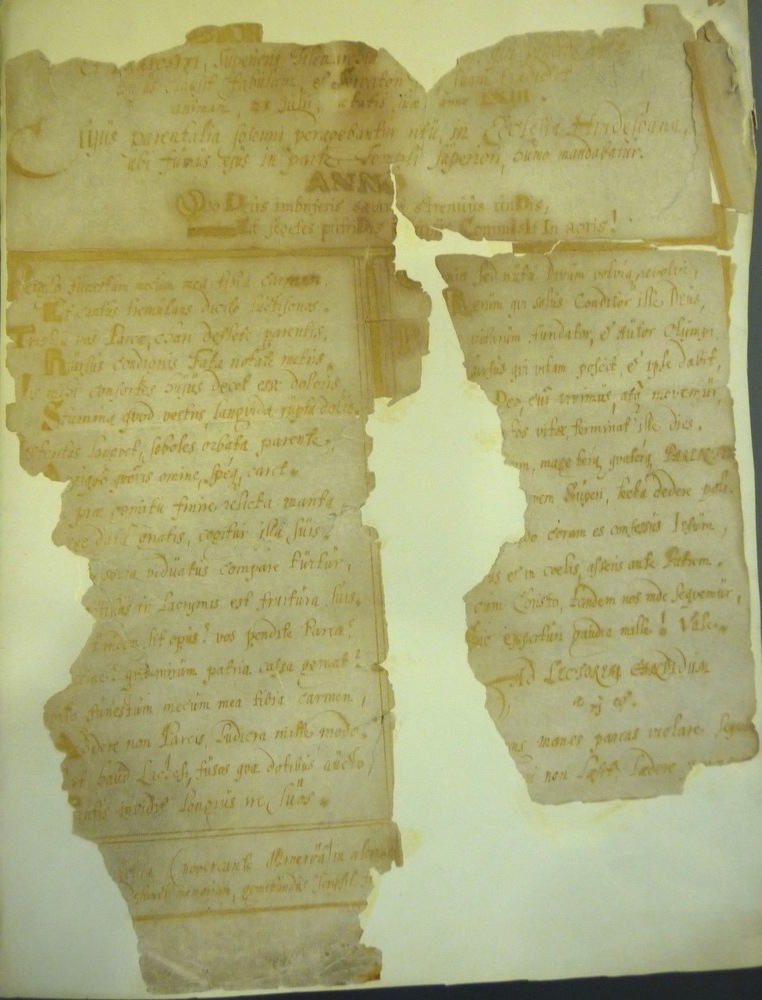
"In memoriam Domini Petri Pavli", Povels sorgesång över sin far

Redan 1649, vid ungefär 24 års ålder, var han upptagen i kontributionsräkenskaperna som kyrkoherde i Hjartdal. I augusti 1661 var han en av de 87 representanter för den norska kyrkliga ståndet som undertecknade Enevoldsarveregeringsakten, Danmark-Norges nya författning. I sitt sigill, bland annat på Enevoldsarveregeringsakten, förde han en spegelvänd vaksam trana.
Enligt gammal tradition i Hjartdal var Povel en mycket lärd och eftertänksam personlighet, och undervisade själv sina barn i bland annat latin. Magnus Brostrup Landstad kallar honom "en from och hedervärd präst" som hade det svårt med sina mindre gudfruktiga församlingsbarn i Hjartdal:
Det gjorde herr Pál mycket ont att hans församling var så ogudaktig. Det berättas att han hade för vana att varje kväll efter att solen hade gått ned att vandra på kyrkogården. Där gick han fram och tillbaka, upp och ner i djupa tankar, eller stod stilla med böjt huvud och händerna korslagda över bröstet. När man frågade honom varför han gjorde detta, svarade han att han bad för alla de avlidna själarna som brann i skärselden. Eftersom han inte längre hade tillåtelse att läsa själsmässor för dem inne i kyrkan, var han tvungen att göra det utomhus, och det kunde verkligen behövas, menade han.
J.L. Qvisling kommenterar att det var "ett anmärkningsvärt katolicerande drag, dubbelt anmärkningsvärt i denna strängt ortodoxa tid. Men här uttrycker sig väl snarare den katolicerande allmogens uppfattning av vad den såg, än prästens egna tankar. Dock kan i så fall herr Povel knappast ha varit någon utpräglad antipapistisk lutheran".
Povel Paus skrev det latinska sorgedikten In memoriam Domini Petri Pavli (Till minnet av herr Peder Povelsson) om sin far år 1653. Originalet hängde i Kviteseid gamla kyrka – där fadern verkade som präst och är begravd under kyrkgolvet högst upp i koret – från 1653 till 1830-talet då psalmdiktaren och folkminnessamlaren Magnus Brostrup Landstad blev kyrkoherde i Kviteseid och tog hand om dikten. Landstads änka överlämnade senare originalet till universitetsbiblioteket, och det finns nu i Nationalbibliotekets handskriftssamling med signatur Ms.4° 744: B. Dikten är återgiven i latinsk original och norsk översättning i S. H. Finne-Grönns bok Slekten Paus, där Andreas Emil Erichsen och Alf Torp har bistått med rekonstruktionen av de defekta partierna.

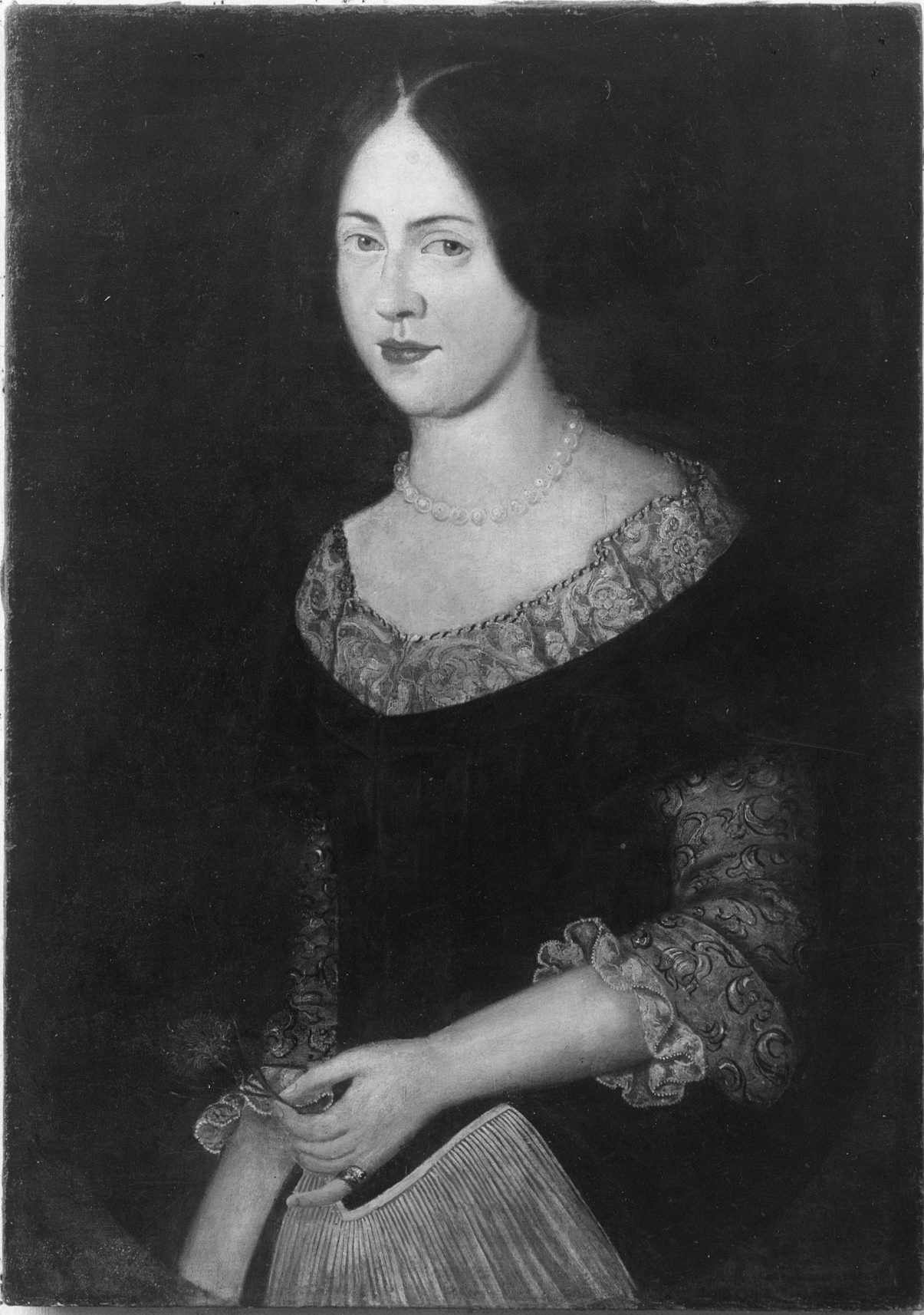
Dottern Aase Povelsdatter Paus (1658–1713)

Han gifte sig omkring 1653 med Ingrid Corneliusdatter Trinepol (f. 1632) från Skien. Trinepol var "en av de mest framstående familjerna i Skien under första hälften av 1600-talet och lite däröver"; hon var dotter till rådmannen i Skien, trävaruhandlaren och sågverksägaren Cornelius Jansen Trinepol och hans första hustru Anne Iversdatter. Anne Iversdatter var dotter till trävaruhandlaren och rådmannen i Skien, Iver Christensen, och Margrethe von Ansbach, dotter till Jørgen von Ansbach. Cornelius Trinepol var son till borgmästaren i Skien, Jan Trinepol (d. 1660). Povel och Ingrid hade tio barn; bland dem blev kyrkoherden i Kviteseid, Hans Paus (1656–1715), och häradshövding i Övre Telemark, Cornelius Paus (1662–1723), båda stamfäder till en stor efterkommande. Infanterikaptenen Mathias (Mads) Paus lämnade efter sig två döttrar. Sonen Johannes Paus var länsman i Hjartdal från 1697; han kallades "Hjartdalshövdingen" redan under sin livstid och det gick många sägner om honom i Hjartdal. Povel Pedersson Paus var bland annat tipptipptippoldefar till Henrik Ibsen.
Povel Paus verkar ha haft ett nära förhållande till sin kollega Sakarias Jonsson Skancke, och de döpte och vigde varandras barn. Povel Paus begravdes den 20 juni 1682 i Hjartdal.
Namnkulturen var under förändring bland de högsta samhällsskikten i Norge under Povels levnadstid, och användningen av fasta släktnamn blev särskilt mot slutet av 1600-talet mer vanlig bland präster och ämbetsmän, och så småningom även en del borgare. Redan hans far och farbror hade släktnamnet Paus, som en oration författad av kusinen Anders Paus vid Universitetet i Franeker 1644 visade, men de kallades ändå normalt vid förnamn, patronymikon och i skrift ofta hemortsnamn. Povel använde själv delvis bara patronymikon, eventuellt med tillnamnet Wind(ius) (”vinjebo”) efter födelseplatsen, och delvis släktnamnet Paus. Han blev immatrikulerad vid Köpenhamns Universitet under namnet Paulus Petri Windius. På hans signet, bland annat använt på Enevoldsarveregeringsakten, kallas han med det latiniserade namnet Povlus Petri Win (som ska förstås som ”Povel Pedersson från Vinje”), i enlighet med äldre namnskick. I Titus Bülches mantalslängd från 1664 kallade han sig Povel Pedersen Wind. Namnet Povel (Paul) Peders[søn] Paus (Paüs) används flera gånger i kyrko- och fogderegnskaper, och i ”Hierdals Kirkestoll” kallas han Povel Pedersøn Wind år 1662, Povel Peders. Paüs år 1673 och Paul Peders. Paüs år 1679 samt dödsåret 1682. I dagligt tal i Hjartdal kallades han bara ”herr Pál”.